# مارکو پانتانی
مارکو پانتانی (تلفظ ایتالیایی: [ˈmarko panˈta:ni]؛ ۱۳ ژانویهٔ ۱۹۷۰–۱۴ فوریهٔ ۲۰۰۴) یک دوچرخه‌سوار ایتالیایی جاده بود که در دوران خود به عنوان یکی از برترین سربالایی‌روها در دوچرخه‌سواری جاده محسوب می‌شد. او توانست در سال ۱۹۹۸ برندهٔ تور دو فرانس و جیرو دیتالیا شود و ششمین رکابزن ایتالیایی قهرمان تور بود. در حال حاضر، پانتانی آخرین دوچرخه‌سواری است که توانسته‌است جیرو و تور را در یک سال فتح کند.
سبک حمله‌ای و رکابزنی هجومی پانتانی او را در اواخر دههٔ ۱۹۹۰ محبوب هواداران کرد. به دلیل بستن دستمال‌سر و صورت تراشیده‌اش به دزد دریایی مشهور بود. سبک پانتانی متضاد متخصصان تایم تریل انفرادی از جمله میگل ایندوراین بود.
هرگز نمونهٔ دوپینگ پانتانی در دوران فعالیت او مثبت نشد، ولی فعالیت او با اتهامات دوپینگ احاطه شده‌بود. در جیرو دیتالیای ۱۹۹۰ به دلیل غیرعادی بودن مقادیر خونی از مسابقه اخراج شد. پس از اتهامات بعدی، پانتانی دچار افسردگی شد که هیچ‌گاه نتواست خود را بازیابی کند. او در سال ۲۰۰۴ بر اثر مسمومیت شدید با کوکائین درگذشت.

## آغاز زندگی و فعالیت آماتور
پانتانی در ۱۳ ژانویهٔ ۱۹۷۰ در چزنا به دنیا آمد. پدر و مادر او، فردیناندو و تونینا بودند. او در سن یازده سالگی به باشگاه دوچرخه‌سواری فائوستو کوپی در چزناتیکو پیوست. پانتانی در سه دورهٔ متوالی جیروبیو، نسخهٔ آماتور جیرو دیتالیا، در سال‌های ۱۹۹۰ تا ۱۹۹۲ به ترتیب بر سکوی سوم، دوم و اول ایستاد.

## فعالیت حرفه‌ای

### سال‌های نخست (۱۹۹۲–۱۹۹۶)
موفقیت پانتانی در جیروبیو باعث شد که به دوچرخه‌سوار حرفه‌ای تبدیل شود و برای ادامهٔ فصل ۱۹۹۲ به تیم کاررا بپیوندد. پانتانی در نخستین مسابقهٔ حرفه‌ای خود در گران پرمیو سیتا دی کامایوره در مکان دوازدهم قرار گرفت. در سال ۱۹۹۳ او در تور ترنتینو پنجم شد و برای کمک به رهبر تیم، کلاودیو چاپوچی برای نخستین بار در جیرو دیتالیا شرکت کرد. هرچند که در مرحلهٔ هیجدهم به دلیل تاندونیت وادار به خروج از مسابقه شد.
در سال ۱۹۹۴ پانتانی در تور ترنتینو و تور توسکانا چهارم شد. سپس برای دومین بار در جیرو دیتالیا حضور یافت و قرار بود به چاپوچی کمک کند. او توانست در دو مرحلهٔ کوهستانی متوالی به پیروزی برسد. او نخستین پیروزی خود را در مرحلهٔ چهاردهم به سوی مرانو کسب کرد. در مرحلهٔ بعدی نیز در پای گردنهٔ مورتیرولو به گروه حمله کرد و به تنهایی در آپریکا به خط پایان رسید تا افزون بر پیروزی در مرحلهٔ پانزدهم، در رده‌بندی اصلی به ردهٔ دوم برسد. پانتانی جیرو را با مقام دوم و بالاتر از ایندوراین (برندهٔ دو دورهٔ گذشتهٔ جیرو) به پایان رساند. او در همان سال برای نخستین بار در تور دو فرانس شرکت کرد و در پایان، بر سکوی سوم ایستاد و برندهٔ رده‌بندی رکابزن جوان شد. در سال ۱۹۹۵ در زمان تمرین با یک خودرو برخورد کرد و جیرو را از دست داد؛ ولی در تور شرکت کرد و در دو مرحله برنده شد. در پایان تور نیز برای دومین بار متوالی، جایزهٔ برترین رکابزن جوان را به دست آورد. پانتانی در مسابقهٔ جادهٔ مسابقات جهانی ۱۹۹۵ در دویتاما سوم شد. مدت کوتاهی پس از بازگشت به ایتالیا در مسابقهٔ میلان-تورینو با یک خودرو تصادف کرد و دچار چند شکستگی در درشت‌نی و نازک‌نی چپ شد. این مصدومیت باعث شد که بیشتر فصل ۱۹۹۶ را از دست بدهد.

### انتقال به مرکاتونه اونو (۱۹۹۷)

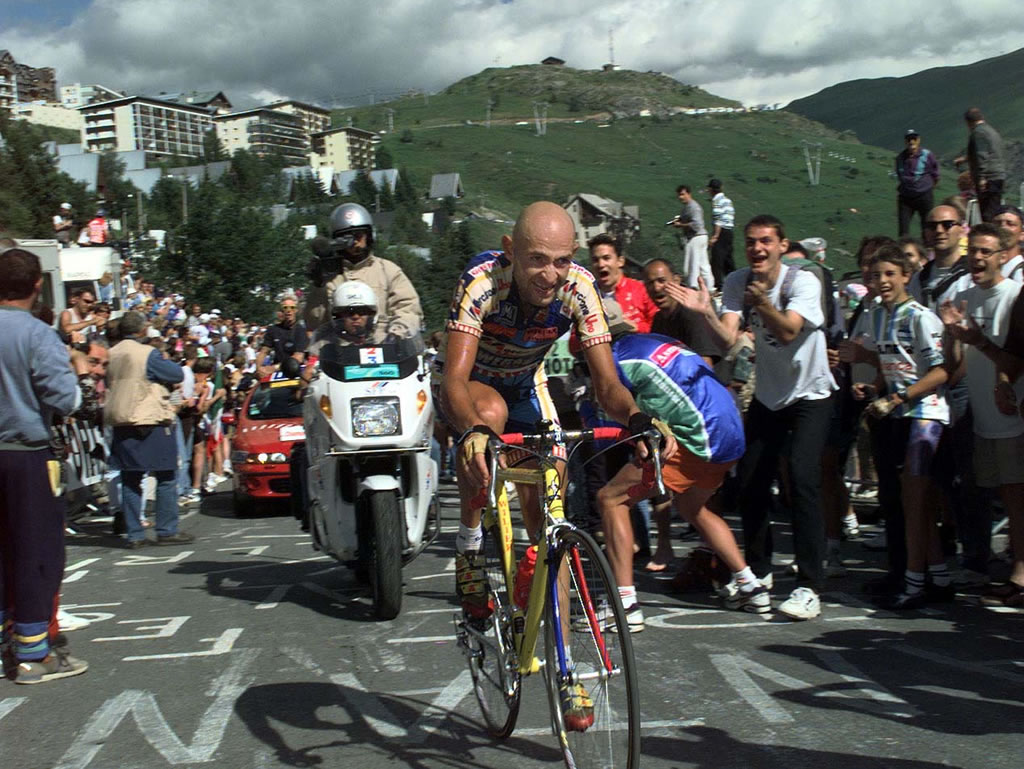
پانتانی در سربالایی آلپ دوئز در سال ۱۹۹۷

پس از توقف حمایت مالی کاررا از تیم دوچرخه‌سواری در پایان سال ۱۹۹۶، تیم ایتالیایی جدیدی به نام مرکاتونه اونو توسط لوچیانو پتزی و به رهبری پانتانی تشکیل شد. افزون بر پانتانی شمار دیگری از رکابزنان کاررا نیز به تیم جدید پیوستند. پانتانی در سال ۱۹۹۷ به جیرو بازگشت، ولی در یکی از مراحل اول مسابقه مصدوم شد و از ادامهٔ جیرو کناره‌گیری کرد. او در تور دو فرانس ۱۹۹۷ به میدان بازگشت و دو مرحله را در آلپ پیروز شد. در پایان تور، پانتانی در مکان سوم ایستاد.

### پیروزی در جیرو و تور (۱۹۹۸)
در سال ۱۹۹۸ پانتانی یکی از گزینه‌های پیروزی در جیرو دیتالیا شمرده می‌شد. پانتانی در مراحل ابتدایی از الکس زوله عقب افتاد، همچنین زمانی را در مرحلهٔ پانزدهم که تایم تریل انفرادی بود و در تریسته برگزار می‌شد، از دست داد. پیش از شروع مراحل کوهستانی کوه‌های دولومیت، پانتانی حدود ۴ دقیقه از زوله عقب بود؛ در حالی که یک مرحلهٔ تایم تریل انفرادی دیگر در مرحلهٔ ماقبل آخر باقی‌مانده بود. در مرحلهٔ شانزدهم، پانتانی در سربالایی مارمولادا فرار کرد و با فاصلهٔ بیش از ۴ دقیقه نسبت به زوله از خط پایان گذشت و با فاصلهٔ ۳۰ ثانیه از نفر دوم، پاول تونکوف، به صدر رده‌بندی اصلی رسید. به این ترتیب برای نخستین بار پیراهن صورتی را در مرحلهٔ هفدهم به تن کرد. در این مرحله، با وجود این که پس از تونکوف از خط پایان گذشت، ولی برتری خود را نسبت به او حفظ کرد. در مرحلهٔ هیجدهم دوباره حمله کرد و در سه کیلومتری خط پایان، تونکوف را پشت سر گذاشت تا فاصلهٔ خود با او را به یک و نیم دقیقه برساند. در مرحلهٔ ماقبل آخر نیز پانتانی سوم شد و فاصله‌اش با تونکوف را افزایش داد. در پایان تور، پانتانی به قهرمانی جیرو دیتالیا رسید. هم‌چنین برندهٔ رده‌بندی کوهستان شد و در رده‌بندی امتیازی در مکان دوم ایستاد.

هواداران ایستاده در کنار جاده در سربالایی لو دو آلپ، در انتظار رکابزنان تور دو فرانس ۱۹۹۸

در تور دو فرانس، پانتانی در پایان پرولوگ ابتدایی در مکان ۱۸۱ از میان ۱۸۹ نفر ایستاد و بیش از ۴ دقیقه با یان اولریش فاصله داشت. او توانست در پیرنه با گذر از اولریش در لوشون و پیروزی در پلاتو دو بیل فاصلهٔ خود با او را به ۳ دقیقه کاهش دهد. در نخستین مرحلهٔ کوهستانی آلپ از گرونوبل به لو دو آلپ، پانتانی در فاصلهٔ ۴۸ کیلومتری خط پایان فرار کرد و ۹ دقیقه زودتر از اولریش مرحله را به پایان رساند. در رده‌بندی اصلی، پانتانی با فاصلهٔ ۶ دقیقه با اولریش به صدر رسید و برتری خود را در مراحل پایانی حفظ کرد تا برای نخستین بار، برندهٔ تور دو فرانس شود. اکنون او هفتمین و آخرین دوچرخه‌سواری است که توانسته است در یک سال، برندهٔ هر دو مسابقهٔ جیرو و تور شود.

### اخراج در مادونا دی کامپیلیو (۱۹۹۹)
پانتانی فصل ۱۹۹۹ را با پیروزی‌هایی در مورسیا و کاتالان آغاز کرد. در جیرو، هنگامی که پانتانی در صدر رده‌بندی قرار داشت و تنها یک مرحلهٔ کوهستانی باقی مانده‌بود، میزان هماتوکریت نمونهٔ خون او در مادونا دی کامپیلیو ۵۲٪ اعلام شد که بیشتر از حد مجاز ۵۰٪ تنظیم شده توسط اتحادیه جهانی بود. او از مسابقه اخراج شد و برای دو هفته از مسابقات دوچرخه‌سواری محروم شد. آزمایش هماتوکریت معمولاً به عنوان وارسی سلامتی عنوان می‌شود، ولی مقدار بالای آن می‌تواند نشانهٔ دوپینگ خونی به وسیله اریتروپوئیتین نیز باشد. پانتانی پیش از اخراج از جیرو، در چهار مرحله پیروز شده‌بود و پنج و نیم دقیقه با نفر دوم فاصله داشت. هم‌چنین در صدر رده‌بندی کوهستان و امتیازی قرار داشت. در نتیجهٔ اخراج پانتانی تمام تیم مرکاتونه اونو-بیانچی از مسابقه انصراف دادند. پانتانی تا پایان سال از مسابقات دور ماند.
سال‌ها بعد خبرهایی مبنی بر احتمال دستکاری شدن نمونه توسط جرایم سازمان‌یافتهٔ ایتالیایی اجراکنندهٔ شرط‌بندی‌های غیرقانونی برای جلوگیری از پیروز شدن پانتانی در جیرو منتشر شد.

### سال‌های واپسین (۲۰۰۰–۲۰۰۳)

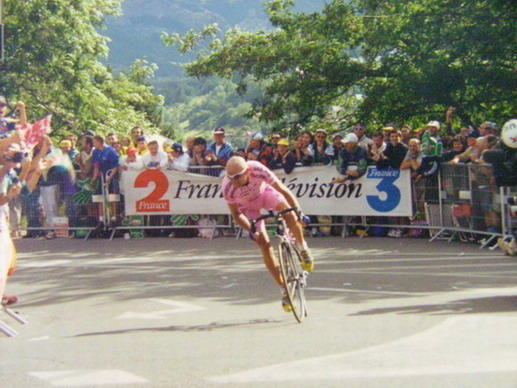
پانتانی نزدیک بریانسون در تور دو فرانس ۲۰۰۰

در فصل ۲۰۰۰، در حالی که یک روز به آغاز جیرو مانده‌بود، پانتانی تصمیم به رکابزنی در مسابقه گرفت. او زمان زیادی را از دست داد و نتوانست فراری انجام دهد؛ ولی در بریانسون که آخرین مرحلهٔ کوهستانی مسابقه بود، به استفانو گارتزلی هم‌تیمی خود کمک کرد که برندهٔ جیرو شود. پانتانی در تور دو فرانس ۲۰۰۰ نیز شرکت کرد و در دو مرحله در مون ونتو و کورشول به پیروزی رسید و در مکان ششم رده‌بندی اصلی قرار گرفت. پیروزی در کورشول آخرین پیروزی او در یک مسابقهٔ حرفه‌ای بود. در مرحلهٔ هفدهم، پانتانی به دلیل مشکل معده از تور کناره‌گیری کرد. این آخرین حضور او در تور بود. در همان سال، پانتانی در مسابقهٔ جادهٔ المپیک سیدنی نیز شرکت کرد و شصت و نهمین نفری بود که از خط پایان گذشت.
پانتانی در سال‌های ۲۰۰۱ و ۲۰۰۲ در حالی که روحیهٔ خود را بر اثر اتهامات دوپینگ از دست داده‌بود، جسته‌گریخته در مسابقات شرکت کرد و نتایج ضعیفی را به دست آورد. در جیرو دیتالیای ۲۰۰۱ پلیس ایتالیا به اتاق همهٔ رکابزنان حاضر هجوم برد و سرنگی حاوی نشانه‌های انسولین در اتاق پانتانی کشف شد. اتحادیه دوچرخه‌سواری ایتالیا او را به مدت هشت ماه محروم کرد؛ ولی به دلیل نبود مدرک، در فرجام‌خواهی برنده شد. پانتانی در سال ۲۰۰۳ دوباره به جیرو بازگشت و در پایان، به مقام چهاردهم رسید. این آخرین حضور او در مسابقات حرفه‌ای بود. پس از دعوت نشدن تیم او به تور دو فرانس ۲۰۰۳ چنین تصور می‌شد که برای شرکت در تور، به تیم بیانچی بپیوندد؛ ولی در اواخر ژوئن پس از بستری شدن در یک کلینیک روانی تخصصی در زمینه اختلالات عصبی، اعتیاد به مواد مخدر و الکل، درخواستی برای حفظ حریم خصوصی خود داد. پس از ترخیص از کلینیک، از پرونده‌ای دربارهٔ تقلب ورزشی مربوط به مقادیر نمونهٔ خون او در جیرو دیتالیای ۱۹۹۹ تبرئه شد. او به یک روزنامهٔ ایتالیایی گفت که مردم باید پانتانی را فراموش کنند، زیرا دچار اضافه وزن شده‌بود.

## مرگ
در اوایل بعد از ظهر ۱۴ فوریهٔ ۲۰۰۴ جنازهٔ پانتانی در هتلی در ریمینی پیدا شد. کالبدگشایی نشان داد که او دچار ادم مغزی و ایست قلبی شده‌است و بررسی پزشکی قانونی، مسمومیت شدید با کوکائین را نشان داد. پانتانی روزهای آخر عمر خود را در تنهایی به دور از دوستان و خانواده و پنهان در اتاق هتل گذراند. در سال ۲۰۰۸ فابیو کارلینو محکوم به تأمین کوکائین با خلوص بیش از حد برای پانتانی، منجر به مرگ او شد. این محکومیت در سال ۲۰۱۱ لغو شد.
پانتانی در چزناتیکو دفن شد. بیست هزار نفر از جمله آلبرتو تومبا، آزگلیو ویچینی و دیگو مارادونا در مراسم تشییع او حضور داشتند.

## میراث

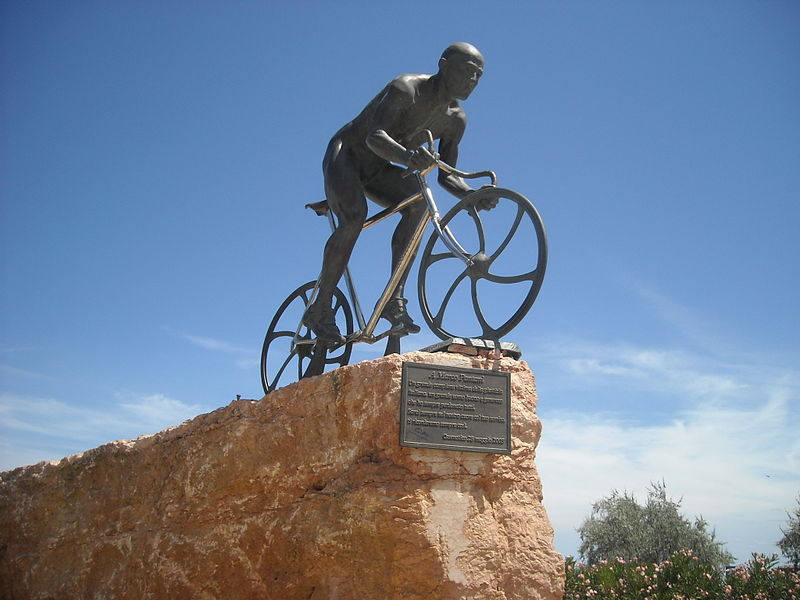
مجسمهٔ مارکو پانتانی در چزناتیکو

در سال‌های پس از مرگ پانتانی، مقالات، کتاب‌ها، ترانه‌ها و یک فیلم دربارهٔ او منتشر شده‌اند. زندگی‌نامه‌ها و شرح‌حال‌هایی از جمله توسط خبرنگاران ورزشی، مدیر برنامه و مادر پانتانی نوشته شدند. یک رمان تصویری در سال ۲۰۱۱ منتشر شد که روزشمار رویدادهای منجر به مرگ پانتانی بود. این رمان بر پایه کتابی از فیلیپ برونل، دوست پانتانی، که احتمال به قتل رسیدن او را پیشنهاد می‌کرد، نوشته‌شد. شبکهٔ رای ایتالیا در سال ۲۰۰۷ فیلمی تلویزیونی دربارهٔ پانتانی پخش کرد. همچنین مستندی دربارهٔ زندگی پانتانی در مهٔ ۲۰۱۴ در سینماها به نمایش درآمد.

## دستاوردها

### نتایج عمده
منبع:
۱۹۹۰
سوم مجموع  Girobio
۱۹۹۱
دوم مجموع جیروبیو
۱۹۹۲
اول  مجموع جیروبیو
اول مرحله‌های ۹ و ۱۰
۱۹۹۴
دوم مجموع جیرو دیتالیا
اول مرحله‌های ۱۴ و ۱۵
سوم مجموع تور دو فرانس
اول  رده‌بندی رکابزن جوان
۱۹۹۵
تور دو فرانس
اول  رده‌بندی رکابزن جوان
اول مرحله‌های ۱۰ و ۱۴
اول مرحلهٔ ۹ تور سوئیس
سوم  مسابقات قهرمانی جاده جهان
سوم Polynormande
پنجم Giro dell'Appennino
هفتم Gran Premio Città di Camaiore
۱۹۹۷
سوم مجموع تور دو فرانس
اول مرحله‌های ۱۳ و ۱۵
سوم مجموع تور دوچرخه‌سواری باسک
اول مرحله ۵b
چهارم مجموع کریتریوم اینترناسیونال
پنجم تور لافلش والونی
هشتم تور لیژ–باستون–لیژ
۱۹۹۸
اول  مجموع جیرو دیتالیا
اول  رده‌بندی کوهستان
اول مرحله‌های ۱۴ و ۱۹
اول  مجموع تور دو فرانس
اول مرحله‌های ۱۱ و ۱۵
سوم مجموع Vuelta a Murcia
۱۹۹۹
جیرو دیتالیا
اول مرحله‌های ۸، ۱۵، ۱۹ و ۲۰
اول مجموع ووئلتا مورسیا
اول مرحلهٔ ۲ Setmana Catalana de Ciclisme
سوم مجموع تور دوچرخه‌سواری آلپ
هشتم Clásica de Almería
هشتم مجموع ووئلتا آل پائیس واسکو
۲۰۰۰
تور دو فرانس
اول مرحله‌های ۱۲ و ۱۵

### گرندتورها
منبع:
| گرند تور       | ۱۹۹۳   | ۱۹۹۴ | ۱۹۹۵   | ۱۹۹۶ | ۱۹۹۷   | ۱۹۹۸ | ۱۹۹۹   | ۲۰۰۰   | ۲۰۰۱   | ۲۰۰۲   | ۲۰۰۳ |
| -------------- | ------ | ---- | ------ | ---- | ------ | ---- | ------ | ------ | ------ | ------ | ---- |
| جیرو دیتالیا   | انصراف | ۲    | —      | —    | انصراف | ۱    | انصراف | ۲۸     | انصراف | انصراف | ۱۴   |
| تور دو فرانس   | —      | ۳    | ۱۳     | —    | ۳      | ۱    | —      | انصراف | —      | —      | —    |
| ووئلتا اسپانیا | —      | —    | انصراف | —    | —      | —    | —      | —      | انصراف | —      | —    |

| —      | شرکت نکرد            |
| انصراف | از مسابقه انصراف داد |

### جایزه‌ها
- دوچرخه طلایی: ۱۹۹۸